# Club Omnisports De Meknès
El Club Omnisports de Meknès, sovint conegut com a COD Meknes (àrab: النادي المكناسي, an-Nādī al-Miknāsī, ‘Club de Meknès'), és un club de futbol marroquí de la ciutat de Meknès.
Va ser fundat per la fusió de quatre clubs locals, Rachad Meknassi, ASTF, Atlas i Alismailia, el 21 de juny de 1962.

## Palmarès
- Lliga marroquina de futbol:[3]
  - 1995

- Copa marroquina de futbol:[4]
  - 1966